# بوصير شيبرد
بوصير شيبرد (باللاتينية: Verbascum shepardi) نوع نباتي يتبع جنس البوصير من الفصيلة الغدبية. سمي تكريما لعالمة النبات الأمريكية فاني أندروز شيبرد (1856-1920) (بالإنجليزية: Fanny Andrews Shepard)‏ التي عاشت في عنتاب بين 1882 و1919.

## الموئل والانتشار
موطنه بلاد الشام.